# Hipoksemia
Hipoksemia, potocznie niedotlenienie – stan zbyt niskiej zawartości tlenu we krwi tętniczej (caO2) zaburzający procesy metaboliczne w tkankach organizmu. Bywa także określana jako „spadek wysycenia tlenem hemoglobiny lub obniżenie prężności tlenu we krwi tętniczej”, ale wielu autorów definiuje spadek prężności tlenu we krwi tętniczej jako hipoksję. Poszczególne publikacje naukowe, zalecenia, wytyczne i rekomendacje towarzystw naukowych podają różny zakres znaczeniowy hipoksemii.
Hipoksemia ma przebieg ostry lub przewlekły i jest powodowana przez:
- czynniki pozaustrojowe:
  - niskie ciśnienie cząstkowe tlenu atmosferycznego (na dużej wysokości lub w zamkniętym pomieszczeniu bez wentylacji)
- czynniki wewnątrzustrojowe:
  - niewydolność układu krążenia
  - zaburzenia układu oddechowego
  - obniżony poziom hemoglobiny po wystąpieniu krwotoku lub w niedokrwistości
- działanie:
  - substancji zaburzających czynność układu oddechowego – na przykład narkotyków
  - toksyn porażających mięśnie oddechowe – na przykład kurary.

Stan spadku prężności tlenu poniżej normy w tkankach nazywany jest hipoksją tkankową.